# Peter Fredrik Wahlberg
Peter Fredrik Wahlberg, født 19 juni 1800 i Gøteborg, død 22 maj 1877 i Stockholm, naturhistorisk lærer og forsker, bror til Johan August Wahlberg. Han deltog (sammen med Magnus Martin af Pontin og Anders Retzius) i stiftelsen af Svenska trädgårdsföreningen i 1832 og var dens sekretær fra 1832-39. Wahlbergs forfatterskab beskæftiger sig især med botanik og entomologi.